# 杜根环形山
杜根环形山（Dugan）是位于月球背面北极区附近的一座古撞击坑，约形成于39.2-38.5亿年前的酒海纪，其名称取自美国天文学家雷蒙德·史密斯·杜根(1878年-1940年)，1970年被国际天文学联合会正式批准接受。

## 描述
该陨坑西侧靠近海因环形山、东北毗邻庞大的环壁平原-史瓦西环形山、大陨坑康普顿环形山横亘在它的南面、西南坐落了另一座巨大的陨石坑-别利科维奇环形山，更远处则是直径276公里的洪堡海。该陨坑中心月面坐标为64°07′N 103°07′E / 64.12°N 103.11°E，直径49.65公里，深度约2.34公里。
由于存续时期悠久以及相邻史瓦西环形山、康普顿环形山等形成时抛射物的撞击磨损，杜根环形山已严重损毁，现形似崎岖月表上一处圆形的洼地，其坑壁已破损为一系列嶙峋的山丘、山峰和峡谷，高度最大的是它的东南侧残壁，高出周边地形1120米，陨坑内部容积约有1969公里3。坑底表面相对平缓，除显示有众多小陨坑外，没有其它醒目的地貌结构。

## 卫星陨石坑

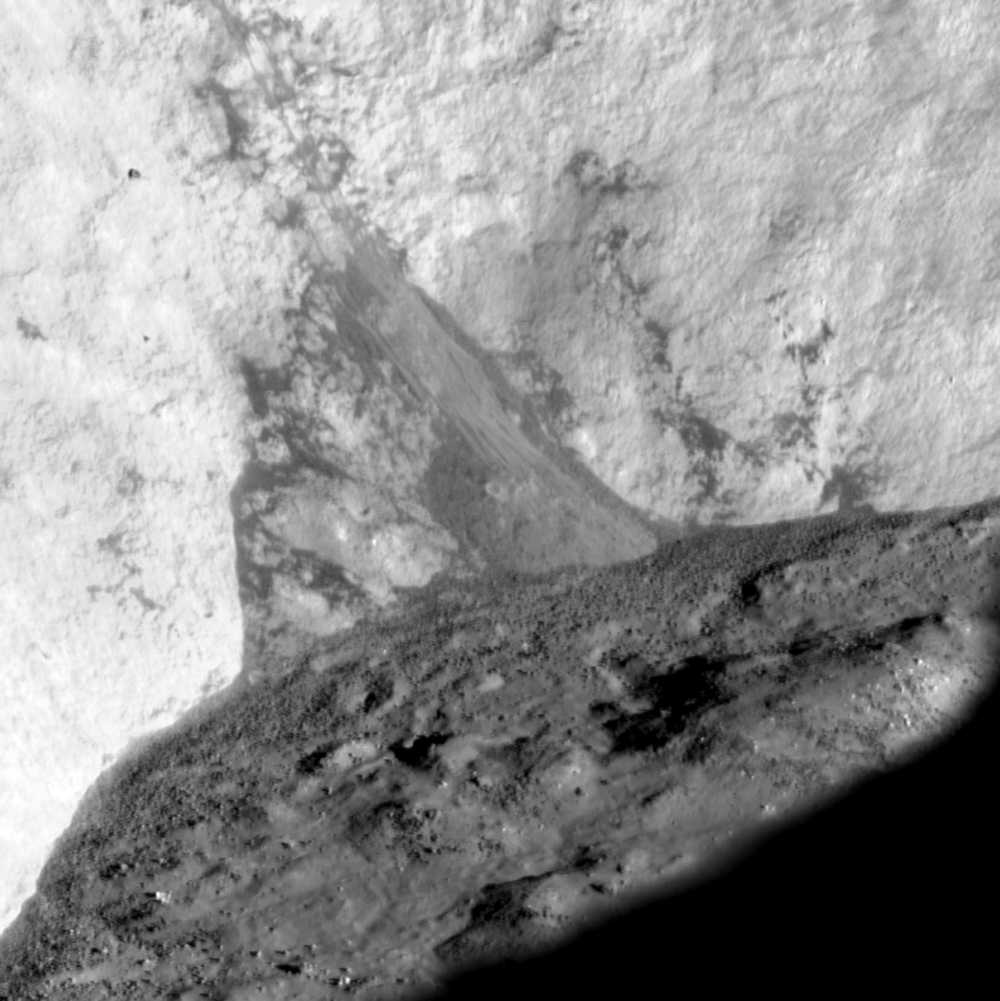
卫星坑"杜根 J"东南内壁上崩塌滑落的碎粒岩，月球勘测轨道飞行器拍摄，图像宽度2000米。

按照惯例，最靠近杜根环形山的卫星坑在月图上以字母标注在该坑中心点的旁边。

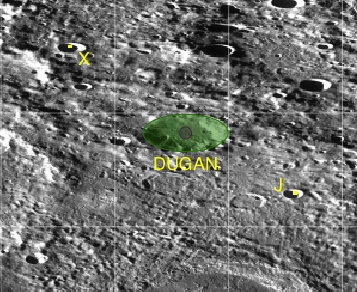
LAC-120 区域图

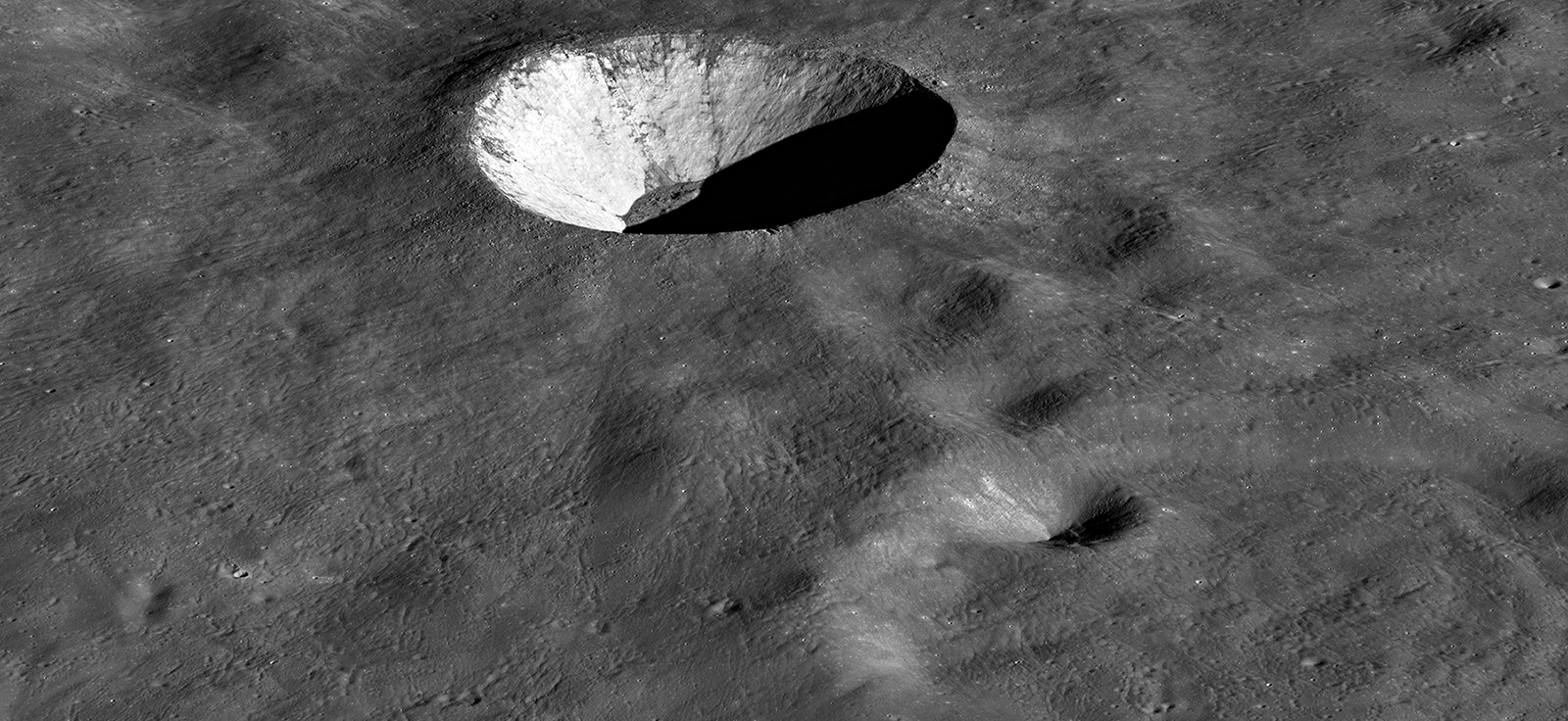
卫星坑"杜根 J"，月球勘测轨道飞行器拍摄。

| 杜根 | 纬度    | 经度     | 直径    |
| ---- | ------- | -------- | ------- |
| J    | 61.6° N | 108.0° E | 13 公里 |
| X    | 67.8° N | 98.5° E  | 14 公里 |